# Schwaarz Iernz
 Lo Schwaarz Iernz ( francese:Ernz noire, tedesco: Schwarze Ernz) è un fiume che scorre attraverso il Lussemburgo, unendosi al Sauer a Grundhof, attraversando anche le città di Junglinster e Mullerthal.